# Sangalopsis versicolor
Sangalopsis versicolor är en fjärilsart som beskrevs av Thierry-mieg 1904. Sangalopsis versicolor ingår i släktet Sangalopsis och familjen mätare. Inga underarter finns listade.